# Гетто в Смолянах
Гетто в Смоля́нах (9 марта 1942 — 5 апреля 1942) — еврейское гетто, место принудительного переселения евреев деревни Смоляны (Смольяны) Оршанского района Витебской области и близлежащих населённых пунктов в процессе преследования и уничтожения евреев во время оккупации территории Белоруссии войсками нацистской Германии в период Второй мировой войны.

## Оккупация Смолян и создание гетто

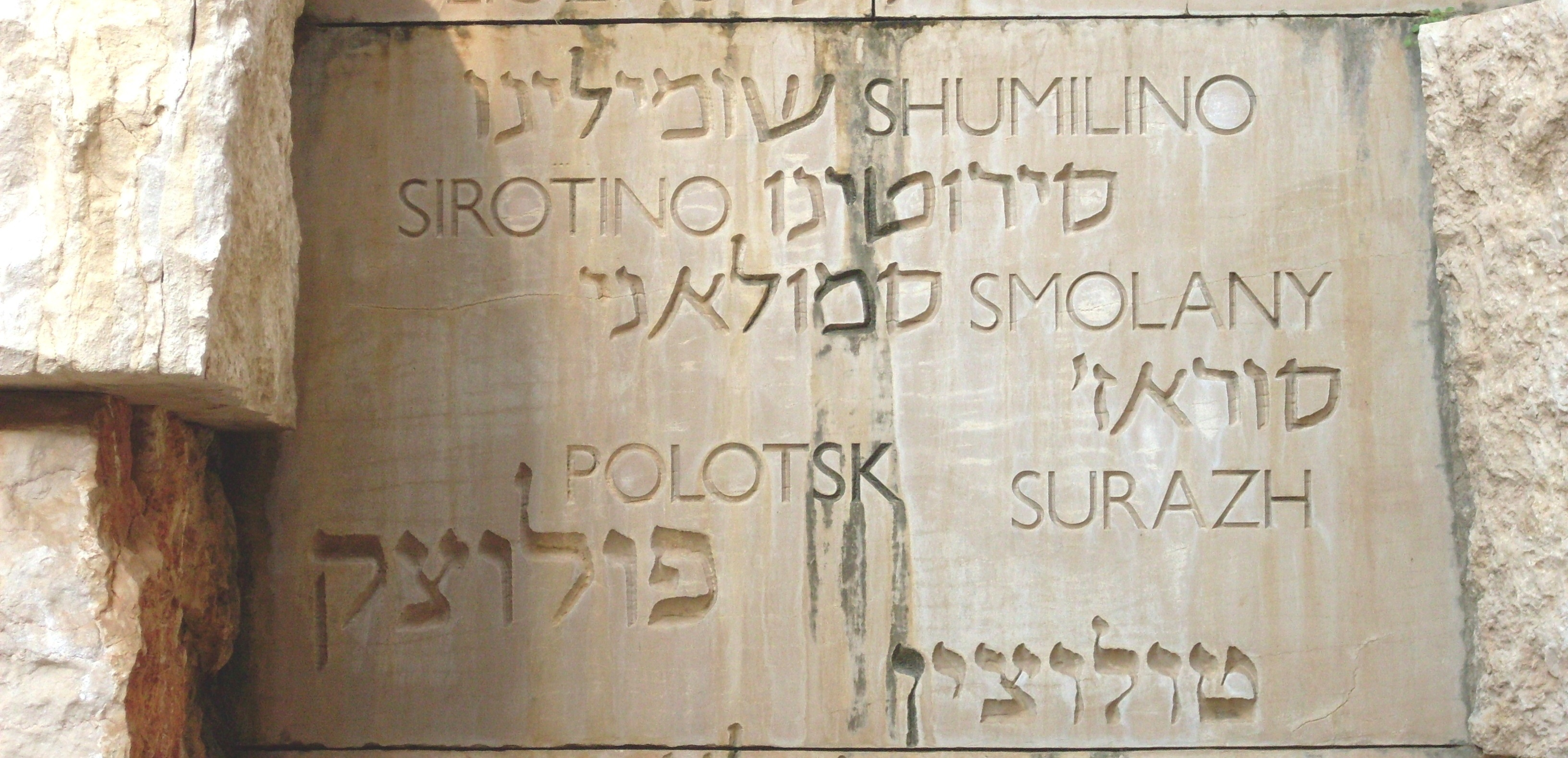
Упоминание про Смоляны в списке уничтоженных во время Холокоста еврейских общин в «Долине Уничтоженных общин» в музее Яд Вашем.

В 1926 году в местечке Смоляны проживало 950 евреев, составлявших 52,8 % от общей численности жителей поселка. Предвоенное количество евреев не установлено.
После оккупации Смолян немецкими войсками функции власти осуществляла местная комендатура (начальник Крегель). Ею были введены ограничительные меры для населения местечка — комендантский час с 17.00 и запрещение покидать Смольяны. Евреев обязали носить чёрную повязку с шестиконечной жёлтой нашивкой. Мужчин с 16 лет использовали на принудительных работах. Вероятно, руководителем гетто был польский еврей-беженец по фамилии Лянеман (Лянэман), отвечавший за отправку на тяжелую физическую работу, навязанную оккупантами, а переводчиком назначили врача Бромберга. Двое названных составляли юденрат местечка. Стариков к труду не принуждали.
Реализуя нацистскую программу уничтожения евреев, немцы создавали гетто почти во всех городах и населённых пунктах Беларуси, где проживало еврейское население. Так и в Смолянах 9 марта 1942 года оккупанты согнали евреев в гетто, находившееся на улице Шкловской примерно в 30 домах. Узнав о переселении в гетто, небольшая часть евреев сумела покинуть Смоляны.

## Условия в гетто
Смолянское гетто было огорожено колючей проволокой, но не охранялось, представляя собой так называемый «открытый тип» гетто. Число узников составляло 700—840 человек. Здесь, кроме жителей Смолян, находились также евреи, бежавшие из Минска, Борисова, Орши и Дубровно. Узники могли выходить из гетто, обменивая одежду на еду. Из-за большой скученности, голода и холода люди умирали, смертность приняла массовый характер.
Евреев использовали на самых тяжелых и грязных принудительных работах.
Возможность уйти и таким образом спастись существовала, однако основная масса евреев оставалась на месте. Бежать было некуда. Морозная и снежная зима сдерживала инициативу, а в большей степени — отсутствие партизанских отрядов, появившихся лишь к лету 1942 года. Также юноши и девушки из любви к своим пожилым родителям отказывались уходить, предпочитая оставаться с ними и поддерживать их до самого конца. Лишь не связанные узами семьи мужчины и юноши покидали гетто, спасая свою жизнь.
Местному населению под страхом смерти запрещалось не то что прятать, а даже помогать евреям.

## Уничтожение гетто
Накануне запланированного уничтожения гетто, 4 апреля 1942 года, немцы взорвали мерзлую землю, подготавливая место для расстрела. Утром 5 апреля 1942 года в гетто въехали легковая и грузовая машины с 15 немецкими солдатами, 4 офицерами, а также белорусскими полицаями. Евреев выгнали на улицу, сопротивлявшихся и пробовавших кричать избивали. Людей расстреляли в двух километрах от Смолян, по дороге Смоляны-Репухово, в лесу, носившем название урочище Губино или «Губинская дача». Всех раздевали до нижнего белья, а затем расстреливали партиями. Во время этой «акции» (таким эвфемизмом нацисты называли организованные ими массовые убийства) были убиты от 560 до 840 евреев — преимущественно стариков, женщин и детей. Спасся только Каган Наум, вступивший затем в партизанский отряд.
Гибель евреев в Смольянах побудила к сопротивлению узников гетто в местечке Обольцы Толочинского района. Узнав о расстреле в тот же день, евреи ночью совершили побег, благодаря чему часть узников спаслась.

## Память
Захоронение находится в двух километрах на восток от Смолян, слева от деревни Росский Селец. В 1948 году братская могила была огорожена деревянным забором, сейчас оно обнесено металлической оградой, а могильный холм обложен камнями. В 2008 году на месте расстрела был установлен новый памятник жертвам геноцида евреев.